# Marcin Groblicz II
Marcin Groblicz II (ur. w 2. połowie XVI wieku w Krakowie, zmarł ok. połowy XVII wieku tamże) – krakowski lutnik.
Marcin Groblicz II jest postacią hipotetyczną, której istnienie wynika z chronologii oraz z ciągłości tradycji warsztatu lutniczego rodziny Grobliczów. Prawdopodobnie był synem  Marcina Groblicza I ojcem Marcina Groblicza III